# Massagris natalensis
Massagris natalensis là một loài nhện trong họ Salticidae.
Loài này thuộc chi Massagris. Massagris natalensis được Wanda Wesołowska & Haddad miêu tả năm 2009.